# Chile nos Jogos Paralímpicos de Inverno de 2010
O Chile participou dos Jogos Paralímpicos de Inverno de 2010, realizados em Vancouver, no Canadá. Foi a terceira aparição do país em Paralimpíadas de Inverno. Dois atletas representaram o país, ambos no esqui alpino.

## Esqui alpino
Masculino
| Atleta           | Evento                            | Tempo Real | Pos. |
| ---------------- | --------------------------------- | ---------- | ---- |
| Jorge Migueles   | Slalom gigante (atletas em pé)    | 3:34.98    | 38º  |
| Jorge Migueles   | Slalom (atletas em pé)            | DSQ        | DSQ  |
| Tomas del Villar | Slalom gigante (atletas sentados) | DNF        | DNF  |
| Tomas del Villar | Slalom (atletas sentados)         | 4:06.25    | 34º  |

Legenda
| Recorde mundial      | Recorde mundial (World record)               |                       | Recorde africano                      | Recorde africano (African) |                                           | Q | Classificado por posição (Qualified) |
| Recorde olímpico     | Recorde olímpico (Olympic record)            | Recorde da América    | Recorde da América (Americas)         | q                          | Classificado por melhor tempo (Qualified) |   |                                      |
| Melhor marca do ano  | Melhor marca do ano (World leading)          | Recorde asiático      | Recorde asiático (Asian)              | DNS                        | Não largou (Did not start)                |   |                                      |
| Recorde nacional     | Recorde nacional (National record)           | Recorde europeu       | Recorde europeu (European)            | DNF                        | Não terminou (Did not finish)             |   |                                      |
| Recorde pessoal      | Recorde pessoal do atleta (Personal best)    | Recorde da Oceania    | Recorde da Oceania (Oceania)          | DSQ / DQ                   | Desclassificado (Disqualified)            |   |                                      |
| Recorde da temporada | Recorde da temporada do atleta (Season best) | Recorde sul-americano | Recorde sul-americano (South America) | NM                         | Sem marca (No mark)                       |   |                                      |